# Prestonpans
Prestonpans är en ort i Storbritannien.   Den ligger i kommunen East Lothian och riksdelen Skottland, i den centrala delen av landet, 500 km norr om huvudstaden London. Prestonpans ligger 18 meter över havet och antalet invånare är 7 145.
Terrängen runt Prestonpans är platt. Havet är nära Prestonpans åt nordväst. Runt Prestonpans är det tätbefolkat, med 356 invånare per kvadratkilometer. Närmaste större samhälle är Edinburgh, 13,5 km väster om Prestonpans. 